# Burg Týřov

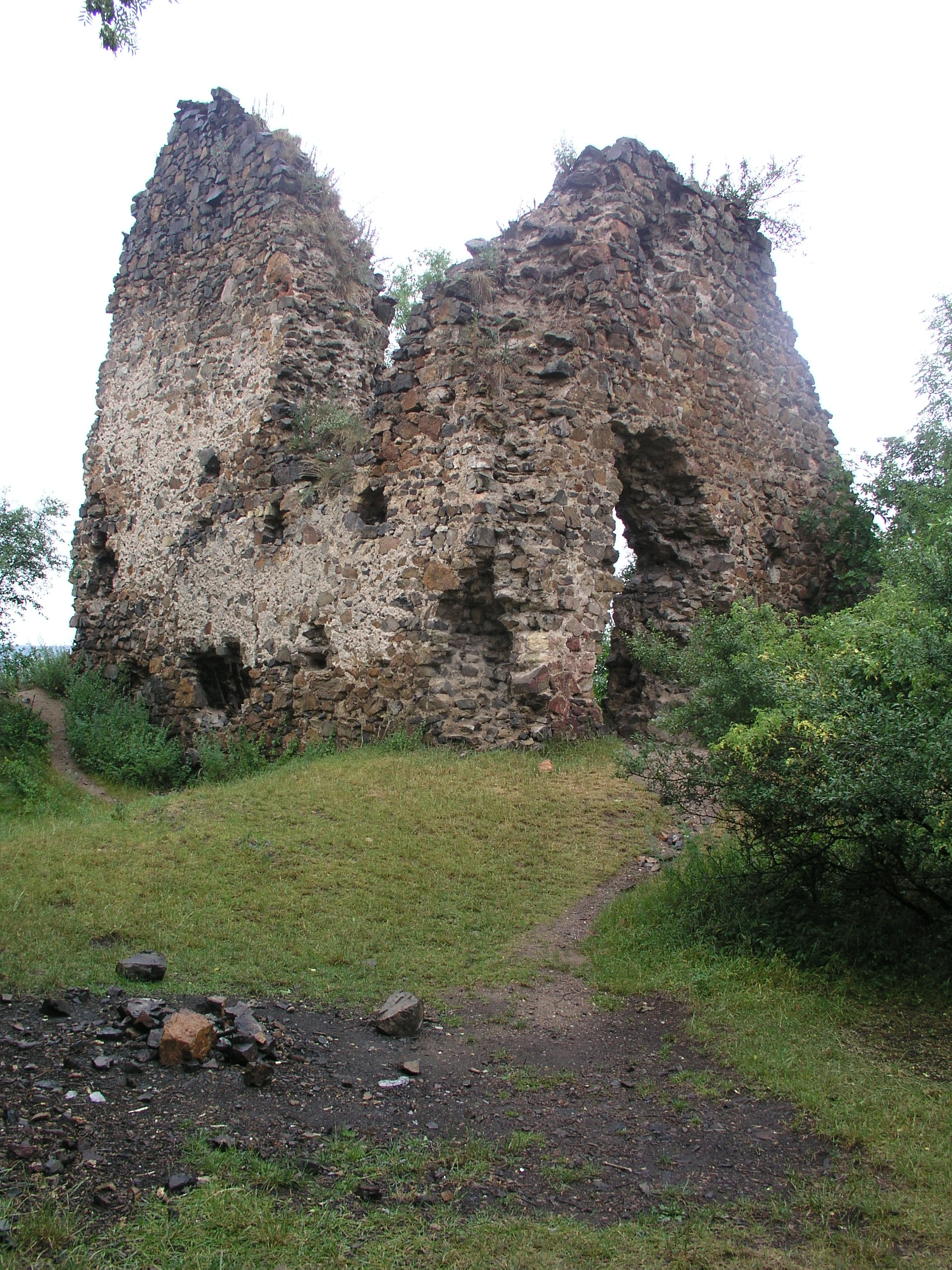
Burgruine Týřov

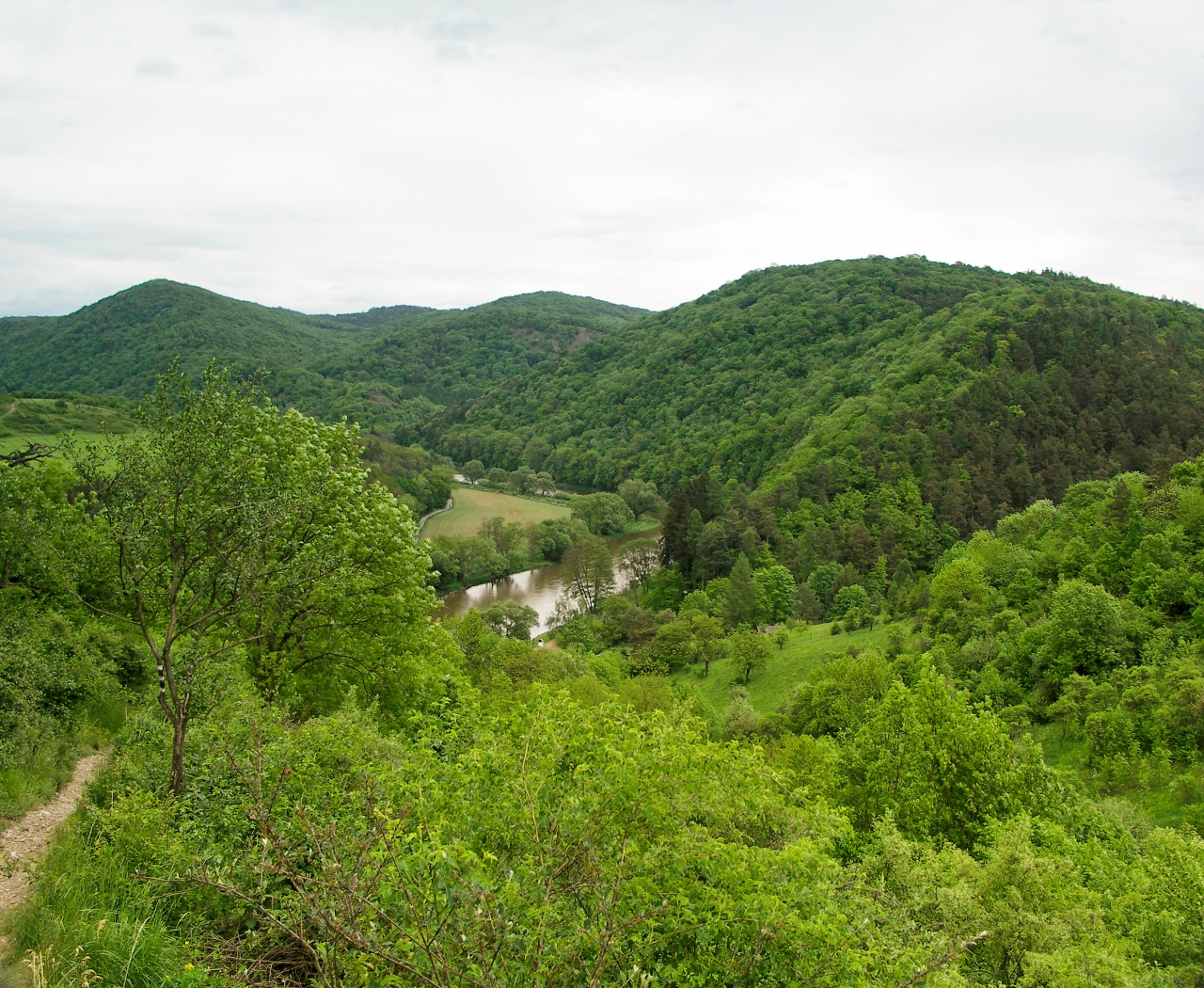
Die Anhöhe von Týřov

Burg Týřov (deutsch Angerbach, auch Teyrow bzw. Teyrzow) ist eine Burgruine in Tschechien. Sie befindet sich im Landschaftsschutzgebiet Křivoklátsko, etwa drei Kilometer nordöstlich des Dorfes Skryje auf dem Kataster von Karlova Ves, und liegt auf einer Anhöhe über dem Zusammenfluss der Berounka mit dem Bach Úpořský potok. Es handelt sich um eine in Tschechien einmalige Kastellburg französischen Typs. In der Burg Týřov wurde vom Oktober 1315 bis April 1316 Heinrich von Leipa wegen seiner Auseinandersetzung mit König Johann von Böhmen gefangengehalten.
Die Burg gründete Wenzel I. zu Beginn seiner Herrschaft. Die Befestigung bewachte eine Furt an einer Landesstraße, die hier den Fluss Berounka überquerte. Von Beginn an hatte sie zwei Namen: die tschechische Bezeichnung Týřov und den deutschen Namen Angerbach. Die erste Erwähnung der Anlage stammt vom September 1249, als der König hier seinen Sohn Přemysl (den späteren König Přemysl Otakar II.) und dessen Gefolgsleute gefangen nahm.
Johann von Böhmen verpfändete die Burg an Wilhelm Hase von Waldeck. Týřov war einer der ersten Burgen, die Karl IV. nach seiner Rückkehr nach Böhmen wieder für die Krone zurückgewann. In der Maiestas Carolina wurde die militärisch bedeutende Anlage als bedingt verpfändbar eingestuft. Während der Hussitenkriege war sie im Pfandbesitz des Aleš Holický von Sternberg, eines Anhängers Kaiser Sigismunds. Wegen ihres hervorragenden Verteidigungssystems wurde sie als einzige Burg der Gegend nicht eingenommen. Die flankierenden Verteidigungstürme ermöglichten es, die Umgebung und den Fuß der Befestigungsmauer zu beschießen und sich gegenseitig zu decken.
König Georg von Podiebrad verpfändete die Burg an seinen Sekretär Jošt z Ensidle. Dessen Nachkommen ließen Týřov verfallen. Zu Beginn des 16. Jahrhunderts wurde die Burg zum letzten Mal renoviert. 1575 wurde sie bereits als verlassen erwähnt.